# Люк (гірництво)
Люк (англ. hatch, chute, door; нім. Einstig(e)öffnung f, Rollenschnauze f, Luke f) — пристрій у нижній частині блока, бункера, скату, рудоспуску або ґезенку, через який здійснюється випуск сипкої речовини, наприклад, корисної копалини, породи у вагонетки (вагони) або на конвеєр. Для керування потоком корисної копалини або породи, що навантажується, люки обладнуються затворами або живильниками.